# Powiat Neusiedl am See
Powiat Neusiedl am See (niem. Bezirk Neusiedl am See) – powiat w Austrii, w kraju związkowym Burgenland, przy granicy austriacko-węgiersko-słowackiej. Siedziba powiatu znajduje się w mieście Neusiedl am See.

## Geografia
W powiecie Neusiedl am See znajduje się najdalej na wschód wysunięty punkt Austrii (gmina Deutsch Jahrndorf), graniczy on ze Słowacją i Węgrami. Na jego terenie znajduje się większa część Jeziora Nezyderskiego oraz cały Park Narodowy Neusiedler See-Seewinkel, na którego terenie znajdują się liczne mniejsze jeziora i tereny bagienne.
Powiat graniczy z: na północy Bruck na der Leitha (Dolna Austria), na północnym wschodzie z krajem bratysławskim, na wschodzie i południu z komitatem Győr-Moson-Sopron, na południowym zachodzie z miastem Rust oraz na zachodzie z powiatem Eisenstadt-Umgebung.

## Podział administracyjny
Powiat podzielony jest na 27 gmin, w tym dwie gminy miejskie (Stadt), jedenaście gmin targowych (Marktgemeinde) oraz 14 gmin wiejskich (Gemeinde).
| Miasta 1. Frauenkirchen (2932) 2. Neusiedl am See (8917) Gminy targowe 1. Andau (2300) 2. Apetlon (1754) 3. Gols (4011) 4. Illmitz (2365) 5. Jois (1631) 6. Kittsee (3630) 7. Podersdorf am See (2193) 8. Sankt Andrä am Zicksee (1386) 9. Wallern im Burgenland (1645) 10. Weiden am See (2614) 11. Zurndorf (2279) | Gminy 1. Bruckneudorf (3085) 2. Deutsch Jahrndorf (645) 3. Edelstal (804) 4. Gattendorf (1469) 5. Halbturn (1914) 6. Mönchhof (2189) 7. Neudorf bei Parndorf (787) 8. Nickelsdorf (1855) 9. Pama (1282) 10. Pamhagen (1518) 11. Parndorf (5326) 12. Potzneusiedl (652) 13. Tadten (1191) 14. Winden am See (1394) |

(liczba mieszkańców 1 stycznia 2023)

## Transport
Przez powiat przebiega autostrada A4 (autostrada wschodnia, Wiedeń-Budapeszt), buduje się autostradę A5 (autostrada północno-wschodnia, Wiedeń-Bratysława). W powiecie znajdują się drogi krajowe: B10 (Brucker Straße), B50 (Burgenland Straße) i B51 (Neusiedler Straße).
Przez powiat również przebiegają linie kolejowe z Wiednia do Bratysławy i Budapesztu.